# 赫舍尔·巴尔的摩
赫舍尔·戴维·巴尔的摩（英語：Herschel David Baltimore，1921年6月21日—1968年1月1日），美国NBA联盟前职业篮球运动员、第二次世界大战老兵。